# Tauraco
Tauraco – rodzaj ptaków z podrodziny turaków (Musophaginae) w obrębie rodziny turakowatych (Musophagidae).

## Zasięg występowania
Rodzaj obejmuje gatunki występujące w Afryce.

## Morfologia
Długość ciała 40–54 cm; masa ciała 195–444 g.

## Systematyka
Rodzaj zdefiniował w 1779 roku polski botanik i przyrodnik Jan Krzysztof Kluk w publikacji własnego autorstwa poświęconej historii naturalnej zwierząt domowych i dzikich. Gatunkiem typowym jest (późniejsze oznaczenie) turak zielonoczuby (T. persa).

### Etymologia
- Tauraco: autor opisu taksonu nie wyjaśnił pochodzenia nazwy rodzajowej. Według SOED (1950 rok) Touraco jest rodzimą nazwą w Afryce Zachodniej dla turaka zielonoczubego. Ray w 1713 roku używa nazw „Tooracca” i „Tooraca”, ale były to nazwy dla różnych gatunków indyjskich bilbili, ukute na podstawie nazwy w języku telugu Turaka-pigli-pitta dla bilbila zbroczonego. De Buffon w 1783 roku stworzył nazwę „Tourocco”, łącząc francuskie słowa Tourterelle „turkawka” i Hocco „czubacz”; z kolei Rüppell w 1835 roku sugerował, że Guguka to amharska nazwa dla hałaśników; w 1981 roku Gotch sugerował, że jest to „imitacja płaczu ptaka”[17].
- Musophaga: botaniczny rodzaj Musa Linnaeus, 1753 (banan), od arab. mauz ‘banan’; gr. -φαγος -phagos ‘-jedzący’, od φαγειν phagein ‘jeść’[18]. Gatunek typowy (oznaczenie monotypowe): Musophaga violacea Isert, 1788.
- Turacus: fr. nazwa Touraco dla turaków[19]. Gatunek typowy (oznaczenie monotypowe): Cuculus persa Linnaeus, 1758.
- Persa: epitet gatunkowy Cuculus persa Linnaeus, 1758; łac. Persa ‘perski’, od Persia ‘Persja’ (obecnie Iran)[20]. Gatunek typowy (absolutna tautonimia): Cuculus persa Linnaeus, 1758.
- Corythaix: gr. κορυθαιξ koruthaix ‘potrząsający hełmem z pióropuszem’, od κορυς korus, κορυθος koruthos ‘hełm’; αισσω aissō ‘poruszać się szybko’[21]. Gatunek typowy (oznaczenie monotypowe): Cuculus persa Linnaeus, 1758.
- Opaethus: gr. ωψ ōps, ωπος ōpos ‘oczy’; αιθων aithōn ‘ognisty’[22]. Gatunek typowy (oznaczenie monotypowe): Opaethus africanus Stephens, 1815 (= Cuculus persa Linnaeus, 1758).
- Phimus: gr. φιμος phimos ‘kaganiec’, od φιμοω phimoō ‘być cicho’[23]. Gatunek typowy (oznaczenie monotypowe): Musophaga violacea Isert, 1788.
- Spelectos: gr. σπελεκτος spelektos ‘ptak’ wspomniany przez Hezychiusza, zidentyfikowany przez niego jako pelikan, by później zasugerować, że był to dzięcioł[24]. Gatunek typowy (późniejsze oznaczenie): Spelectos corythaix Wagler, 1827[25].
- Musovora: botaniczny rodzaj Musa Linnaeus, 1753 (banan), od arab. mauz ‘banan’; łac -vorus ‘jedzący’, od vorare ‘pożerać’[26].
- Proturacus: gr. προ pro ‘przed’; rodzaj Turacus Cuvier, 1800 (turak)[27]. Gatunek typowy (oznaczenie monotypowe): Proturacus bannermani Bates, 1923
- Heuglinornis: Martin Theodor von Heuglin (1824–1876), niemiecki podróżnik; gr. ορνις ornis, ορνιθος ornithos ‘ptak’[28]. Gatunek typowy (oznaczenie monotypowe): Corythaix leucolophus Heuglin, 1855.
- Neumannornis: prof. Oskar Rudolph Neumann (1867–1946), niemiecki ornitolog, podróżnik i kolekcjoner z Afryki Wschodniej w latach 1892–1899, współpracownik  Muzeum Historii Naturalnej w Tring w latach 1908–1931; gr. ορνις ornis, ορνιθος ornithos ‘ptak’[29]. Gatunek typowy (oryginalne oznaczenie): Turacus livingstonii G.R. Gray, 1864.
- Proturacopsis: rodzaj Proturacus Bates, 1923 (turak); gr. οψις opsis ‘wygląd’[30]. Gatunek typowy (oryginalne oznaczenie): Corythaix fischeri Reichenow, 1878.
- Pseudopoetus: gr. ψευδος pseudos ‘fałszywy’; rodzaj Opoethus Vieillot, 1816 (turak)[31]. Gatunek typowy (oryginalne oznaczenie): Corythaix macrorhynchus Fraser, 1839.
- Spelectoides: rodzaj Spelectos Wagler, 1827 (turak); gr. -οιδης -oidēs ‘przypominający’[32]. Gatunek typowy (oryginalne oznaczenie): Corythaix schuettii Cabanis, 1879.
- Pseudogallirex: gr. ψευδος pseudos ‘fałszywy’; rodzaj Gallirex Lesson, 1844 (turak)[33]. Gatunek typowy (oryginalne oznaczenie): Corythaix hartlaubi G.A. Fischer & Reichenow, 1884.

### Podział systematyczny
Do rodzaju należą następujące gatunki:
- Tauraco macrorhynchus (Fraser, 1839) – turak żółtodzioby
- Tauraco rossae (Gould, 1852) – turak czerwonoczuby
- Tauraco violaceus (Isert, 1788) – turak fioletowy
- Tauraco bannermani (G.L. Bates, 1923) – turak kameruński
- Tauraco erythrolophus (Vieillot, 1819) – turak angolski
- Tauraco leucolophus (von Heuglin, 1855) – turak białoczuby
- Tauraco schalowi (Reichenow, 1891) – turak długoczuby
- Tauraco hartlaubi (G.A. Fischer & Reichenow, 1884) – turak liliowoczuby
- Tauraco schuettii (Cabanis, 1879) – turak czarnodzioby
- Tauraco livingstonii G.R. Gray, 1864 – turak ostroczuby
- Tauraco fischeri (Reichenow, 1878) – turak koroniasty
- Tauraco corythaix (Wagler, 1827) – turak niebieskozielony
- Tauraco persa (Linnaeus, 1758) – turak zielonoczuby